# 브라초 다 몬토네

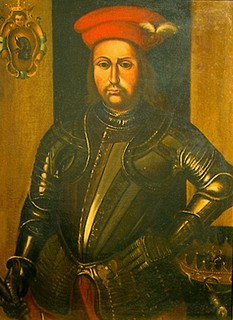
브라초 다 몬토네.

브라초 다 몬토네(Braccio da Montone, 1368년 7월 1일 – 1424년 6월 5일)는 본명 안드레아 포르테브라치(Andrea Fortebracci)이며, 브라초 포르테바초(Braccio Fortebraccio)라고도 알려진 이탈리아 출신의 콘도티에로이다.

## 생애
그는 페루자에서 북쪽으로 40km 거리에 있는 몬토네에서 귀족 오도 포르테바치(Oddo Fortebracci)와 자코마 몬테멜리니(Giacoma Montemelini) 자식으로 태어났다. 그는 엘리사베타 에르마니(Elisabetta Ermanni)와 혼인하여 딸 세 명을 두었다. 1419년에 그녀가 사망한 후, 그는 1421년에 그의 첫 아들 카를로를 낳아준 니콜리나 바라노(Niccolina Varano)와 재혼하였다. 그는 이후 결혼 중에 또한 콘도티에로가 된 아들 오도를 갖는다.
그는 구이도 다시아노(Guido d'Asciano) 용병단에서 그의 군사 경력을 시작했다. 그의 가문이 페루자에서 추방당하고 그가 몬토네 성을 잃자, 그는 알베리코 다 바르비아노의 "성 조르조 용병단"에 입단하여, 그는 무초 안텐돌로 스포르차와 친구 관계를 만들게 되었다. 150명의 기사들의 사령관인 브라초는 그의 용병단에 이후에 도입한 전술이였던 게릴라 활동을 펼쳤다.
몬토네에 잠시 돌아 온 후, 그는 로마냐 지역의 몬테펠트로 가문과 말라테스타 가문을 위해 싸웠으며, 포솜브로네 성 공성전(1391)에서 잠깐의 무능력을 보이고 말았다. 1395년 그는 다시 나폴리 왕국에서 바르비아노(Barbiano) 가문을 위해 싸웠으며, 2년 뒤 그는 피렌체 공화국에 고용되었다. 1398년 그는 페루자를 상대로 싸우던 교황을 위해 싸우게 된다.
잔 갈레아초 비스콘티가 사망한 1402년, 그는 교황을 위해 밀라노 군을 상대로 싸웠다. 다음 해 교황 보니파시오 9세가 볼로냐, 페루자, 아시시를 되찾지만, 추방당한 페루자인들은 도시로 돌아가지 못했다. 브라초는 그러하여 파엔차와 교황령을 상대로 다시 바르비아노의 후원하로 돌아오게 된다. 그의 용병단원들이 그가 사령관인 알베리코를 죽이려 한다고 그를 고발하자, 브라초는 망명 할 수 밖에 없었다. 1406년 그는 일년 뒤 그의 새로운 용병단의 많은 부분을 만든 다른 추방자들과 함께 페루자를 상대로 싸웠으며, 브라초는 이들과 함께 움브리아 일대를 유린했다. 1407년 5월 로카콘트라다 시민들은 페르모의 후작과의 분쟁에서 그의 지지를 대가로 그에게 그곳의 영주권을 주었다.
이후 브라초는 피렌체와 교황을 상대로 전쟁 중이던 라디슬라오 디 나폴리에게 고용되었으며, 그 당시 그는 휘하로 1,200명의 기병과 1,000명의 보병을 두었다. 그는 트린치와 폴리뇨를 유린하였지만, 페루자가 라디슬라오의 종주권을 인정하면서, 브라초는 그에게 등을 돌리고 안코나로 옮겨 이에시를 차지한다.
1409년 브라초는 아레초의 치타디카스텔로에서 피렌체를 위해 싸웠고 그후 로마로 가 겨울에 마르케로 돌아가던 중에 산탄젤로 성을 포위한다. 1410년 로마는 루카와 라디솔라오 디 나폴리 군대의 공격을 받았고, 거기다 브라초의 용병단이 포함된 용병대들의 공격까지 받았으며, 나폴리 군이 로마에서 후퇴하자, 그는 소라에서 공격을 강하여 그들을 패퇴시키고 또한 그곳을 약탈을 하였다. 같은 해 그는 동시에 피렌체와 스폴레토에서 일했지만 이는 헛된 행위였음에도 증오심 많던 페루자를 공격하던 그를 막지 못했다. 그의 군대는 빠른 기동으로 유명하였으며, 브라체스카(Braccesca)라는 새로운 콘도티에로 전술파가 그의 이름에서 붙여졌다.
다음 해 대립 교황 요한 23세는 그를 몬토네 봉토와 볼로냐 관리직을 임명하였다. 브라초는 로마냐의 도시들에서 막대한 액수를 갈취하며 그의 직위에서 이득을 보았다. 1414년 그는 나폴리 왕에게 고용되었던 스포르차에 맞서 토디에서 싸웠으며, 6월 그는 10년간 동맹 서약을 체결하며 피렌체에 들어갔다.
8월에 라디슬라오가 사망하자, 브라초는 180,000 두캇을 받고 볼로냐를 해방시켰다. 그는 게다가 움브리아를 침입하여 대부분을 정복하였으며, 그의 목표는 다시 사랑하던 페루자가 되었다. 페루자는 스스로 카를로 말라테스타에게 위탁한 상태였다. 산테지디오 전투 (1416년 7월 12일, 이후 파올로 우첼로의 유명한 천장화로 그려짐), 브라초가 승자였고, 페루자는 마침내 성문을 브라초 다 몬토네에게 열고 말았다. 토디, 나르니, 오르비에토, 테르니 같은 다른 움브리아 도시들은 그를 군주로 칭했으며, 이 시짐저에서 브라초 다 몬토네는 이탈리아 중부에 그만의 나라를 세울 준비가 돼있었다. 그는 새로 선출된 교황 마르티노 5세에게 그를 움브리아의 교황 대리인으로 임명해달라고 요청하였으나 마르티노는 북쪽에서 구이단토니오 다 몬테펠트로가, 남쪽에서는 스포르차가 이끄는 군대를 보내는 답변을 하였으나 몬토네는 스폴레토에서 그들을 격퇴시켜낸다. 1419년 3월 14일 그는 피렌체에서 교황을 만나, 볼로냐에서 안톤갈레아초 벤티볼리오를 몰아내는 대가로 오래 기다리던 그 작위(페루자, 토디, 아시시, 스펠로, 이에시 그외의 군주권)를 얻어내었다. 이후에 정복을 한 후, 그는 오래전에 그와 그의 가족들을 몰아내었던 페루자에서 지배를 즐긴 후 마침내 물러났다.
시간이 흘러 교황은 루이 3세 당주를 왕위 후계자로 임명한 나폴리의 여왕 조반나 2세를 파문하였다. 조반나는 아라곤의 군주 알폰소를 후계자로 임명하고, 브라초 다 모토네를 고용하였다. 다시 한번 브라초는 앙주 군의 사령관이던 스포르차를 마주하게 되었다. 전투는 벌어지지 않았으며, 그럼에도 브라초의 군대는 모두 아브루초를 통과하였다. 조반나는 그에게 테라모 군주권을 수여했으며, 그후 바로 브라초는 13달에 걸친 긴 라퀼라 공성전에 돌입한다. 한편 1424년 2월 3일 브라초는 나폴리 왕국의 총사령관(Gran Conestabile)으로 임명되었고 카푸아와 포자의 영지를 받았다. 그러나 나폴리 여왕이 아라곤을 배신하고 루이 휘하의 앙주편으로 넘아갔으며, 브라초는 알폰소에게 충성을 하기로 남는다.
두 왕위 주장자 사이의 최후 전투는 오늘날 바차노(Bazzano)라고 불리는 작은 마을 인근인 여전히 공성이 벌어지던 아퀼라 성벽 아래에서 벌어졌다.
6월 2일 전투는 당대 최고의 콘도티에로들 사이에 벌어지던 것이였다. 브라초는 목에 치명적인 부상을 읻었으며, 포로가 되어 라퀼라로 이송되어 3일 뒤인 1424년 6월 5일 사망한다. 교황은 그를 세속화된 땅에 매장했고, 그의 시신은 1432년까지 그곳에 있다 그의 조카 니콜로 포르테브라초 가 페루자의 산 프란체스코 알 프라토 성당으로 옮겼다.